# Девятко, Александр Данилович
Александр Данилович Девятко (4 июня 1908, с. Старые Кайдаки, Екатеринославская губерния — ноябрь 1941, позиция № 21) — советский подводник, капитан-лейтенант Черноморского флота ВМФ СССР, командовавший последовательно подводными лодками «М-50», «М-55», «Щ-216» и «Щ-211». Во время Великой Отечественной войны совершил четыре торпедных атаки, потопил два судна противника суммарным водоизмещением более 11000 брт. Погиб на «Щ-211» в ноябре 1941 года, в 9 милях к востоку от Варны, на позиции № 21 (42°53,65′ с. ш. 28°3,51′ в. д.).
В 1941 был награждён орденом Красного Знамени. После окончания войны награждён посмертно Президиумом Народного собрания Болгарии болгарским орденом «9 сентября 1944 года» I степени, с мечами. Александр Девятко является самым результативным советским подводником в 1941 году и, несмотря на гибель на первом же году войны, входит в число наиболее результативных советских командиров-подводников.

## Биография
Родился 4 июня 1908 года в с. Старые Кайдаки (ныне Днепровский район, Днепропетровская область) в семье украинского служащего. В 1930 году призван на военную службу Днепропетровским районным военным комиссариатом. В 1932 году вступил в ВКП(б).
Учился на параллельных курсах Краснознамённого военно-морского училища имени М. В. Фрунзе (минно-торпедный класс), по окончании которых в сентябре 1937 г. присвоено звание «лейтенант» со сроком выслуги 1,5 года. Назначен командиром минной боевой части подводной лодки типа «Щ» Черноморского флота. С 9 января 1938 г. — командир минной боевой части подводной лодки «Л-4».
С ноября 1938 учился на Специальных курсах командного состава подводного плавания при Учебном отряде подводного плавания имени С. М. Кирова, которые окончил в июле 1939 г. 22 1939 г. присвоено звание «старший лейтенант». С 1939 г. — командир подводной лодки «М-50»; с ноября 1939 временно исполнял должность командира подводной лодки «М-55», командир лодки с декабря 1939 г.
С 21 ноября 1940 г. — командир подводной лодки «Щ-216», с 1 февраля 1941 г. — командир подводной лодки «Щ-211». 4 апреля 1941 г. присвоено звание «капитан-лейтенант».

### Боевой путь
На 22 июня 1941 года «Щ-211» входила в 4-й дивизион 1-й бригады подводных лодок, базировавшийся в Севастополе, проходила текущий ремонт.
С 6 по 23 июля 1941 года «Щ-211» находилась на боевом дежурстве на позиции № 5 возле мыса Эмине, но встреч с кораблями противника не имела. Помощником командира подводной лодки был назначен Павел Борисенко.
5 августа 1941 года «Щ-211» вышла из Севастополя с 14 болгарскими коммунистами на борту. Старшим группы был Цвятко Радойнов. Задачей «подводников» была организация единого коммунистического сопротивления в различных областях Болгарии. Подлодка достигла болгарского побережья 8 августа. Из-за яркого лунного света субмарина могла быть обнаружена, поэтому группа десантировалась тремя днями позднее — 11 августа, в устье реки Камчия, севернее мыса Карабурун. Из всей группы войну пережил только Костадин Лагадинов — позже военный юрист и генерал Болгарской народной армии. После войны он рассказал, что во время похода подружился с Александром Девятко.
Через четыре дня после десантирования болгарской группы — 15 августа 1941 года — «Щ-211» открыла «боевой счёт» Черноморского флота в Великой Отечественной войне, потопив румынский транспорт «Пелеш» (5708 брт) возле мыса Эмине. 29 сентября того же года «Щ-211» потопила возле болгарского побережья итальянский танкер «Суперга» (6154 брт). Для черноморского театра боевых действий, где в течение всей войны было мало крупных кораблей, это были очень громкие победы. Девятко стал самым результативным командиром-подводником начального периода войны и, несмотря на гибель в 1941 году, занял третье место по потопленному торпедами тоннажу среди советских подводников Великой Отечественной войны, уступив только командиру С-13 Александру Маринеско и командиру Щ-407 Петру Бочарову.
14 ноября 1941 года «Щ-211» ушла в боевой поход на позиции № 21 в район Варны, из которого не вернулась. Причина и место гибели долгое время оставались неизвестными.

### Семья
- дочь — Людмила (род. 1934), брат Николай (1915—1996).

## Память
Имя Александра Девятко носит улица в Варне.